# Сома Новотни
Сома Новотни (угор. Novothny Soma, нар. 16 червня 1994, Веспрем) — угорський футболіст, нападник клубу «Вашаш».

## Клубна кар'єра
Народився 16 червня 1994 року в місті Веспрем. Вихованець клубу «Веспрем», де і розпочав 2010 року професійну кар'єру, відігравши за клуб два сезони у другому за рівнем дивізіоні Угорщині, взявши участь у 16 матчах чемпіонату, в яких забив 10 голів.
На початку 2012 року Новотни став гравцем італійського «Наполі», спочатку на правах оренди, а з літа на повноцінній основі, втім у новій команді не зміг пробитись до першої команда і здавався в оренду в клуби третього італійського дивізіону «Паганезе» , «Мантову», «Зюйдтіроль», а потім і угорському «Діошдьйорі». Влітку 2016 року перейшов у бельгійський «Сент-Трюйден», втім наступний сезон 2016/17 також провів в оренді за «Діошдьйор».
Влітку 2017 року став гравцем «Уйпешта», де відразу став основним бомбардиром, забивши в першому сезоні 17 голів у 31 матчі за клуб з Будапешта в національному чемпіонаті, а також став володарем Кубка Угорщини.

## Виступи за збірні
2010 року дебютував у складі юнацької збірної Угорщини, взяв участь у 15 іграх на юнацькому рівні, відзначившись 4 забитими голами.
2015 року залучався до складу молодіжної збірної Угорщини. На молодіжному рівні зіграв у 4 офіційних матчах.

## Статистика виступів

### Статистика клубних виступів
| Сезон                 | Команда               | Чемпіонат             | Чемпіонат | Чемпіонат | Національний кубок | Національний кубок | Національний кубок | Континентальні кубки | Континентальні кубки | Континентальні кубки | Інші змагання | Інші змагання | Інші змагання | Усього | Усього |
| Сезон                 | Команда               | Ліга                  | Ігор      | Голів     | Ліга               | Ігор               | Голів              | Ліга                 | Ігор                 | Голів                | Ліга          | Ігор          | Голів         | Ігор   | Голів  |
| --------------------- | --------------------- | --------------------- | --------- | --------- | ------------------ | ------------------ | ------------------ | -------------------- | -------------------- | -------------------- | ------------- | ------------- | ------------- | ------ | ------ |
| 2010–11               | «Веспрем»             | НБІІ                  | 3         | 1         | КУ+КЛ              | 0                  | 0                  | -                    | -                    | -                    | -             | -             | -             | 3      | 1      |
| 2011–12               | «Веспрем»             | НБІІ                  | 13        | 9         | КУ+КЛ              | 3+0                | 1                  | -                    | -                    | -                    | -             | -             | -             | 16     | 10     |
| Усього за Veszprém    | Усього за Veszprém    | Усього за Veszprém    | 16        | 10        |                    | 3                  | 1                  |                      | -                    | -                    |               | -             | -             | 19     | 11     |
| 2011–12               | «Наполі»              | A                     | 0         | 0         | КІ                 | 0                  | 0                  | ЛЧ                   | 0                    | 0                    | -             | -             | -             | 0      | 0      |
| 2012–13               | «Наполі»              | A                     | 0         | 0         | КІ                 | 0                  | 0                  | ЛЄ                   | 0                    | 0                    | СІ            | 0             | 0             | 0      | 0      |
| Усього за «Наполі»    | Усього за «Наполі»    | Усього за «Наполі»    | 0         | 0         |                    | 0                  | 0                  |                      | 0                    | 0                    |               | 0             | 0             | 0      | 0      |
| 2013–14               | «Паганезе»            | ЛП (ІІІ)              | 24        | 2         | КІ+КІ-ЛП           | 0+1                | 0                  | -                    | -                    | -                    | -             | -             | -             | 25     | 2      |
| 2014–15               | «Мантова»             | ЛП (ІІІ)              | 13        | 0         | КІ-ЛП              | 1                  | 0                  | -                    | -                    | -                    | -             | -             | -             | 14     | 0      |
| 2014–15               | «Зюйдтіроль»          | ЛП (ІІІ)              | 18        | 4         | КІ+КІ-ЛП           | -                  | -                  | -                    | -                    | -                    | -             | -             | -             | 18     | 4      |
| 2015–16               | «Діошдьйор»           | НБІ                   | 27        | 8         | КУ                 | 0                  | 0                  | -                    | -                    | -                    | -             | -             | -             | 27     | 8      |
| 2016–17               | «Діошдьйор»           | НБІ                   | 23        | 4         | КУ                 | 5                  | 2                  | -                    | -                    | -                    | -             | -             | -             | 28     | 6      |
| Усього за «Діошдьйор» | Усього за «Діошдьйор» | Усього за «Діошдьйор» | 50        | 12        |                    | 5                  | 2                  |                      | -                    | -                    |               | -             | -             | 55     | 14     |
| 2017–18               | «Уйпешт»              | НБІ                   | -         | -         | КУ                 | -                  | -                  | -                    | -                    | -                    | -             | -             | -             | -      | -      |
| Усього за кар'єру     | Усього за кар'єру     | Усього за кар'єру     | 121       | 28        |                    | 10                 | 3                  |                      | 0                    | 0                    |               | 0             | 0             | 131    | 31     |

## Титули і досягнення
- Володар Кубка Угорщини (1):

«Уйпешт»: 2017–18